# سگ گله

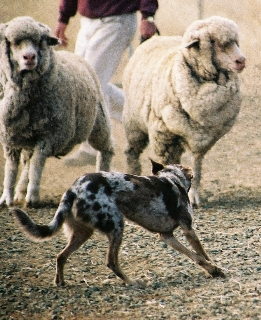
یک سگ گله کولی و گوسفندان

سگ گله، سگ چرا، سگ چوپان یا سگ کار نوعی سگ است که یا برای مراقبت از گله آموزش دیده‌است یا متعلق به نژادهایی است که برای گله داری تولید شده‌اند.